# Xavier Legrand
Xavier Legrand (Melun, 28 marzo 1979) è un regista, attore e sceneggiatore francese.

## Biografia
Nel 1987 recita nel film Arrivederci ragazzi di Louis Malle, film vincitore del Leone d'oro alla 44ª Mostra internazionale d'arte cinematografica di Venezia.
Il suo film di debutto come regista L'affido (Jusqu'à la garde) ha vinto il Leone d'argento - Premio speciale per la regia per la regia alla 74ª Mostra internazionale d'arte cinematografica di Venezia. Nel 2014 il suo cortometraggio Avant Que De Tout Perdre ottiene una candidatura all'Oscar al miglior cortometraggio.
Ha recitato nel film di Philippe Garrel Les Amants réguliers.

## Filmografia

### Attore
- Arrivederci ragazzi (Au revoir les enfants), regia di Louis Malle (1987)
- TECX - serie TV, 1 episodio (1990)
- Les Amants réguliers, regia di Philippe Garrel (2005)
- Camus, regia di Laurent Jaoui - film TV (2010)
- Les Mains libres, regia di Brigitte Sy (2010)
- Tiger Lily, quatre femmes dans la vie - miniserie TV, 1 puntata (2013)
- Exfiltrés, regia di Emmanuel Hamon (2019)

### Regista e sceneggiatore
- L'affido - Una storia di violenza (Jusqu'à la garde) (2017)
- L'erede (Le successeur) (2023)

## Riconoscimenti
- 2013 – Festival international du court métrage de Clermont-Ferrand
  - Grand Prix Compétition nationale (Avant que de tout perdre)
  - Prix du Public Compétition nationale (Avant que de tout perdre)
  - Prix de la Jeunesse (Avant que de tout perdre)
  - Prix de la Presse Télérama (Avant que de tout perdre)
- 2014 – Premio Oscar
  - Candidatura all'Oscar al miglior cortometraggio (Avant que de tout perdre)
- 2017 – Mostra internazionale d'arte cinematografica
  - Leone d'argento - Premio speciale per la regia (L'affido)